# Iciligorgia schrammi
Iciligorgia schrammi is een zachte koraalsoort uit de familie Anthothelidae. De koraalsoort komt uit het geslacht Iciligorgia. Iciligorgia schrammi werd in 1870 voor het eerst wetenschappelijk beschreven door Duchassaing. 